# 튀르
튀르(고대 노르드어: ᛏᚢᛦ; Týr [tyːr], 아이슬란드어: Týr 티르, 노르웨이어: Ty 튀[*], 덴마크어: Tyr 튀르[*], 스웨덴어: Ti 티[*])는 노르드 신화의 남신이다. 법률과 영웅적 기상과 관련된 신이며, 손이 하나밖에 없는 모습으로 묘사된다. 고트어로는 테이위스(고트어: 𐍄𐌴𐌹𐍅𐍃), 앵글로색슨어로는 튜(고대 영어: Tīw), 고대 고지독일어로는 치우(고대 고지 독일어: Ziu)라 했으며, 이 이름들은 모두 게르만 조어 티와즈(*Tīwaz)에서 파생된 것이다. 라틴화된 이름은 티우스(Tius) 또는 티오(Tio)이다.
튀르는 《고 에다》에서는 휘미르의 아들이라 하고, 《신 에다》에서는 오딘의 아들이라고 한다. 그러나 투이스토(타키투스의 《게르마니아》에 나오는 게르만의 강력한 신)와 몹시 비슷한 이름은 사실 튀르가 신들의 아버지요 게르만 만신전의 우두머리였을 가능성을 시사하고 있다. 그 이름은 최종적으로 원시 인도유럽 신화의 최고신인 디에우스 파테르까지 거슬러 올라간다. 시간이 흐르면서 민족 대이동 시기에 튀르가 오딘 및 토르에게 인기와 권위를 빼앗기고 2급 신으로 전락했음을 추측할 수 있다.
튀르는 전쟁의 신이며, 봉밀주와 고기, 피를 제물로 받는다. 전사가 튀르의 룬 티와즈를 무기에 새기면 그것은 곧 그 무기를 튀르에게 바치는 것이고 전투에서 그 가호를 받게 됨을 의미한다. 무기를 튀르에게 바쳤다면, 그 무기를 잃거나 부러뜨려서는 안 된다. 로마인들은 튀르를 마르스와 동일시(인테르프레타티오 로마나)했다. 화요일을 의미하는 Tuesday는 본래 "튜(= 튀르)의 날"이라는 뜻이었다.